# Alexandre Bergasse
Pour les articles homonymes, voir Bergasse.
Alexandre Bergasse (Lyon 22 avril 1754 - Lyon 24 février 1820) est un négociant et banquier lyonnais très actif au sein de la petite Église de Lyon et des mouvements anticoncordataires.

## Biographie
Alexandre Bergasse est le frère de Nicolas Bergasse, avocat au Parlement de Paris, député de Lyon à la Constituante et à partir de 1790, conseiller secret de Louis XVI.
Alexandre fait ses études chez les Oratoriens du collège de la Trinité, puis entre dans l'affaire familiale de négoce et de banque. Il épouse en 1785 Henriette Jordan, fille de l'échevin de Lyon Antoine-Henri Jordan, qui sera exécuté en 1794, lors de la répression qui suit la prise de Lyon. Henriette est également la cousine de Camille Jordan. À la suite de la mort de son épouse, il se marie à nouveau avec une personne inconnue.
Il adhère à une date inconnue à la société des « amis de la Vérité », groupe janséniste convulsionnaire animé par des Oratoriens. Au sein de ce groupe, Bergasse s'intéresse à des pratiques mystiques, aux guérisons miraculeuses et aux prédictions de la fin des temps ; il écrit ainsi sur la tyrannie de ceux qui gouvernent l'Église, y voyant un signe de l'avènement de l'Antéchrist.
Dès les débuts de la Révolution française, Bergasse est opposé aux transformations de la société, que ce soit la confiscation des biens du clergé ou sa Constitution civile. Lors de la prise de Lyon par les armées conventionnelle en 1793, il est activement recherché comme contre-révolutionnaire, et ses biens sont mis sous séquestre.
Après la tourmente révolutionnaire, Bergasse abandonne ses affaires et s'établit dans son château de Salornay à Montanay et y mène une vie de recueillement et d'austérité. Il y accueille ses compagnons des « Amis de la Vérité ». Lorsqu'en 1801, la Concordat est signé, lui et l'ensemble du groupe élève des protestations indignées. Le directeur spirituel du groupe, le père Jean-Dominique Chaix publie un livret exposant les raisons de la nullité de ce traité, comme étant contraire à la constitution de l'Église. Cette opposition se développe dans un vaste ensemble de protestation résonnant partout en France.
Alexandre Bergasse, avec Desfours de la Genetière, est l'un des animateurs laïcs de la résistance locale qui s'organise en Petite Église. Ils rédigent des manuscrits qui passent secrètement parmi tous les membres de la communauté, pour développer leurs idées. Pour eux, ce concordat a créé une église nouvelle, avec laquelle ils refusent toute relation. Le groupe auquel appartient Bergasse, malgré des sollicitations et des propositions de conciliation, refusent tout rapprochement avec l'Église officielle.
Lorsqu'en 1814, les Bourbons retrouvent leur trône, Alexandre Bergasse se réjouit mais il s'oppose en 1816 à la charte octroyée par Louis XVIII. Il rédige un opuscule anonyme dans lequel il réfute la charte en faisant appel aux arguments suivants : elle amène à la division du pouvoir souverain, elle consacre la spoliation des biens de l'Église et elle accorde à plusieurs religions les mêmes avantages. Mis en cause par la justice royale, Bergasse retire les ouvrages de la vente.
A la fin 1817, il retourne vivre à Lyon où il finit sa vie. Il reçoit les derniers sacrements de l'abbé Vial et est inhumé par des amis, sans aide de la paroisse.